# Golizam
Degolizam ili golizam (fr. gaullisme) je francuska politička ideologija bazirana na mišljenju i delu vođe francuskog otpora iz Drugog svetskog rata Šarl de Gola, koji je bio i predsednik Pete Francuske Republike.
Serž Berstejn piše da golizam nije „ni doktrina ni politička ideologija“ i ne može se posmatrati kao jedno ili drugo". Već, prateći njegov istorijski napredak, to je pragmatična vežba moći koja nije oslobodjena od kontradikcija niti koncesija/ustupaka, iako imperijalna reč generala daje na značaju golizmu i njegovom programu koji se čini kao dubok i potpuno realizovan. Golizam je čudan francuski fenomen, ali bez sumnje suštinski francuski politički fenomen 20.veka.
Lorens D. Kritcman piše da se golizam može videti kao forma francuskog patriotizma po tradiciji Jules-a Mišeleta. On je zapisao: „Naslonjen na politički spektar Desnice, golizam je ipak posvećen republičkim vrednostima revolucije i toliko udaljen od ambicija tradicionalne Desnice i njenog haosa, Golizam je video kao svoju misiju potvrdu nacionalnog suvereniteta i jedinstva, što je bilo dijametralno suprotno podeli stvorenoj od strane levice i njenoj klasnoj borbi.

## Istorija
Berstajn je zabeležio da je golizam napredovao na više načina:
- Prva faza (1940-45) se dogodila tokom drugog svetskog rata. U ovom periodu, golizam se identifikovao sa onim Francuzima koji su odbili primirje sa Nacističkom Nemačkom i Višijevskim saradnicima vođenim od strane Filipa Petena, pridruženim generalu Šarlu de Golu i slobodnim francuskim snagama, koji su tražili način da vrate Francusku u rat na stranu saveznika
- U drugoj fazi (1946-58), golizam je bio svojevrstan tip opozicije četvrtoj francuskoj republici. Golisti su u ovom periodu izazvali nestabilnu parlamentarnu vladu četvrte republike i zastupali njenu zamenu za „predsednik republike sa istaknutim konstitucionalnim moćima“
- U trećoj fazi (1958-69), „golizam je bio ništa drugo do podrška generalovoj sopstvenoj politici nakon što je ponovo bio na vlasti 1958. godine i obavljao funkciju predsednika pete francuske republike od 1959. dok nije podneo ostavku 1969.godine.

Od 1969. godine golizam se koristi da opiše sve one koji se smatraju naslednicima de Golovih ideja.

## Principi
Fundamentalan princip golizma je izvesna ideja Francuske kao jake države. Ova ideja se pojavljuje u de Golovim „Ratnim memoarima“, u kojima on opisuje Francusku kao „neukrotiv entitet, „osobu“ sa kojom se mistični dijalog održavao tokom cele godine. Cilj golizma je stoga da da prednost svojim interesima, da bude sigurna da se njen glas cuo, da bude poštovana i da osigura njen opstanak...da bude dostojna svoje prošlosti, nacija se mora osigurati moćnom državom. Kricman je zapisao da: „Golova ideja Francuske je da povrati čast nacije i potvrdi svoju veličinu i nezavisnost“ uz de Gola koji je u potrazi da izgradu viziju francuske istorijske sudbine, povrati ugled u svetu, i nadmaši nacionalna poniženja iz prošlosti. Sudeći po njemu. De Gol je stavio akcenat na fracusko jedinstvo izvan „partizanskih svadja“ i istakao francusko nasledje, uključujući i stari poredak i revoluciju. Francuske političke figure kojima se de Gol divio „bili su oni koji su odgovorni za nacionalni konsenzus - Luj XIV, Napoleon i Žordž Klemanso - koji su videli kao svoj cilj stvaranje političkog i socijalnog jedinstva uz pomoć jake države.
Kako bi ojačali Francusku, golisti su takodje jačali potrebu za jakom ekonomijom i stabilnim društvom. Sudeći po Berstajnu, golisti veruju da je imperativ države, kao čuvara nacionalnog interesa, da daju podsticaj ekonomskom rastu i da ga vode. Liberalno mišljenje se prihvata ako obećava više efikasnosti nego planiranja. Što se tiče socijalne pravde, sve dok njeno prirodno nepoverenje u velike poslove može da bude u savezu, to je više stvar doktrine nego predstojeće stabilnosti. Kako bi stao na kraj klasnoj borbi, golisti se nadaju da će iskoristiti pravo na participaciju, koncept iz 19.veka o kom je general često govorio, ali šta su njegovi saradnici ignorisali.
Kao deo jake države, de Gol je isticao potrebu da se drzavne institucije baziraju na jakoj upravi. Ovo je znacilo odstupanje od francuske republikanske tradicije koja je isticala ulogu izabrane skupštine. De Gol se tokom svog vremena provedenog u kancelariji trudio da ucvrsti vlast tako sto je imao direktne univerzalne glasove i narodni referendum i tako što se direktno povezivao sa nacijom (putem govora emitovanih putem radija, pres konferencija i putovanja u provincije). Dok je De Gol cesto govorio s poštovanjem prema demokratiji, njegovi politicki protivnici su percipirali u njegovoj vladavini tendenciju prema diktatorskoj moći; mnogi su se bojali Bonapartinog oživljavanja ili kvazirepublikanske monarhije. Francuska je ipak ostala demokratija i De Golova odluka da odstupi kao predsednik uz prethodno odbijanje glasaca tokom aprilskog ustavnog referenduma iz 1969.godine, pokazala je da njegova posvecenost demokratiji nije bila samo puka retorika.
U spoljnoj politici, golisti su identifikovani kao realisti i francuski ekcepcionalisti i de Gol je težio da nametne francuski uticaj na globalnom nivou." Golisti su podrzali dekolonizaciju, koja je oslobodila Francusku od tereta carstva. Ovo je naročito istaknuto u De Golovom razresenju krize u Alziru (1958-62), na sta su jako uticali De Golova jaka politika ili “puki smisao za politič.ku korisnost”. De Gol je shvatio da je dekolonizacija neizbežna I da bi kontinuirana kriza o produzen alžirski rat ostetili francusku ekonomiju i ovekovelili nacionalnu razjedinjenost. Prema tome, De Gol je smatrao da je u najboljem interesu Francuske da obezbedi nezavisnost i odustane od vojnog angažmana, tako čuvajuci jedinstvo i sjaj Francuske.
Golisti su istakli potrebu Francuske da “garantuje svoju nacionalnu nezavisnost bez pribegavanja saveznicima ciji se interesi mozda i ne poklope sa interesima Francuske. Razvoj nezavisne Francuske nuklearne sposobnosti, postignute uz značajan napor uprkos međunarodnim kritikama, bio je odmak od tadašnjeg svetskog poratka. Francuska pod vlašću De Gola je težila da izbegne bipolaran politički poredak uz dominaciju dve supersile - SAD i Sovjetskog saveza - te težila da izbegne zavisnost od SAD-a. Kricman je napisao: “ Spoljna politika golista je bila motivisana potrebom da se razlikuju od dve velike moćne sile. Kao deo paradoksa, de Gol je zeleo da bude deo zapadne alijanse a istovremeno je bio I njen kritičar po kljucnim pitanjima kao sto je odbrana. Ono što je najznacajnije, de Gol je povukao Francusku iz NATO-vih vojnih operacija 1966 godine i uputio nefrancuske NATO-ve trupe da napuste Francusku, iako je Francuska ostala član NATO-a. Golisti su takođe kritikovali prekookeanski ekonomski uticaj Amerike kao i ulogu američkog dolara u međunarodnom monetarnom sistemu. Pod de Golom, Francuska je uspostavila diplomatske odnose sa komunističkom NR Kinom pre nego što je to učinila ijedna zapadna zemlja; uvela je embargo na oruzje protiv Izraela (1967) i osudila američki imeprijalizam u Trećem svetu.
De Gol i golisti nisu podržali Evropu kao entitet, ali nisu cenili evropske integracije u formi konfederacija suverenih država zajednicki ukljucenih u običnu politiku, autonomniju super mocnih država I onih pod znacajnim uticajem Francuske. De Golove nade da unapredi ovu vrstu saveza većim delom su omanule u pogledu zelje drugih evropskih sila da ostanu u bliskom savezu sa SAD-om.

## Političko nasleđe nakon de Gola
De Golovo političko nasleđe je duboko ukorenjeno u Francuskoj. De Golov naslednik kao predsednik, Žorž Pompidu, isticao je degolizam tokom svog mandata od 1969-1974. godine. Nekad kontroverzne golističke ideje postale su prihvaćene kao deo francuskog političkog konsenzusa i više nisu fokus politilke kontroverze. Na primer, čvrsto predsednikovanje je bilo prisutno kod svih De Golovih naslednika, ukljucujuci i socijalistu Fransoa Miterana (predsednik od 1981-95). Francuska nezavisna nuklearna sposobnost i spoljna politika pod uticajem degolizma (iako izražena mnogo fleksibilnijim terminima) ostaje kao “vodeća sila francuskih međunarodnih odnosa”. Berstejn je napisao: Ne preterujem kada kazem da je degolizam oblikovao posleratnu Francusku. Istovremeno, uzimajući u obzir da je suština de Golovih ideja sada prihvaćena od strane svih, oni koji žele da budu legitimni naslednici de Gola (kao npr. Žak Širak) sada imaju krizu identiteta. Teško im je da se razlikuju od drugih politickih gledista.
Međutim, nisu sve de Golove ideje istrajale. Od 1980-ih bilo je nekoliko perioda kohabitacije (1986-1988, 1993-1995, 1997-2002) u kojem su predsednik i premijer bili iz različitih partija, što je bilo drugacije od "imperijalnog predsednikovanja" de Gola. De Golova ekonomska politika, bazirana na ideji dirižizma (stabilno stanje ekonomije) je takoše oslabila. Sve do 1980-ih veće francuske banke, osiguravajuće kuće, farmaceutska i preduzeća iz oblasti telekomunikacija, čelika, nafte su bila u vlasništvu drzave. Od početka 1980-ih pa do 1990-ih i 2000-e, francuska vlada je privatizovala mnoge drzavne ustanove.

## Degolističke političke stranke
Popis degolističkih političkih stranaka i njihovih naslednika:
- 1947–1955: Okupljanje francuskog naroda (RPF)
- 1955–1958 Nacionalni centra socijalnih republikanaca (CNRS)
- 1958–1962: Unija za novu republiku (UNR) i Demokatska unija rada (UDT)
- 1962–1967: Unija za novu republiku - demokratska unija rada (UNR – UDT)
- 1967–1968: Unija za novu republiku - Demokratska unija za Petu republiku  (UD-Ve)
- 1968–1971: Unija demokratska za Republičku uniju za obranu republike (UDR)
- 1971–1976: Unija demokrata za republiku (UDR)
- 1976–2002: Okupljanje za republiku (RPR)
- 2002–2015: Unija narodnog pokreta (UMP)
- 2015–: Republikanci (LR)

## Bibliografija
- Choisel, Francis, Bonapartisme et gaullisme, Paris, Albatros, 1987.
- Choisel, Francis, Comprendre le gaullisme, L'Harmattan, 2016.
- Touchard, Jean, Le gaullisme (1940-1969), Paris, Seuil, coll. Points Histoire.1978.